# Braunia camptoclada
Braunia camptoclada là một loài Rêu trong họ Hedwigiaceae. Loài này được P. de la Varde & Thér. mô tả khoa học đầu tiên năm 1940.